# یوسوکه هانیا
یوسوکه هانیا (انگلیسی: Yosuke Hanya؛ زادهٔ ۳۰ ژانویهٔ ۱۹۹۹) بازیکن فوتبال اهل ژاپن است.
از باشگاه‌هایی که در آن بازی کرده‌است می‌توان به باشگاه فوتبال توکیو اشاره کرد.